# Tefifon

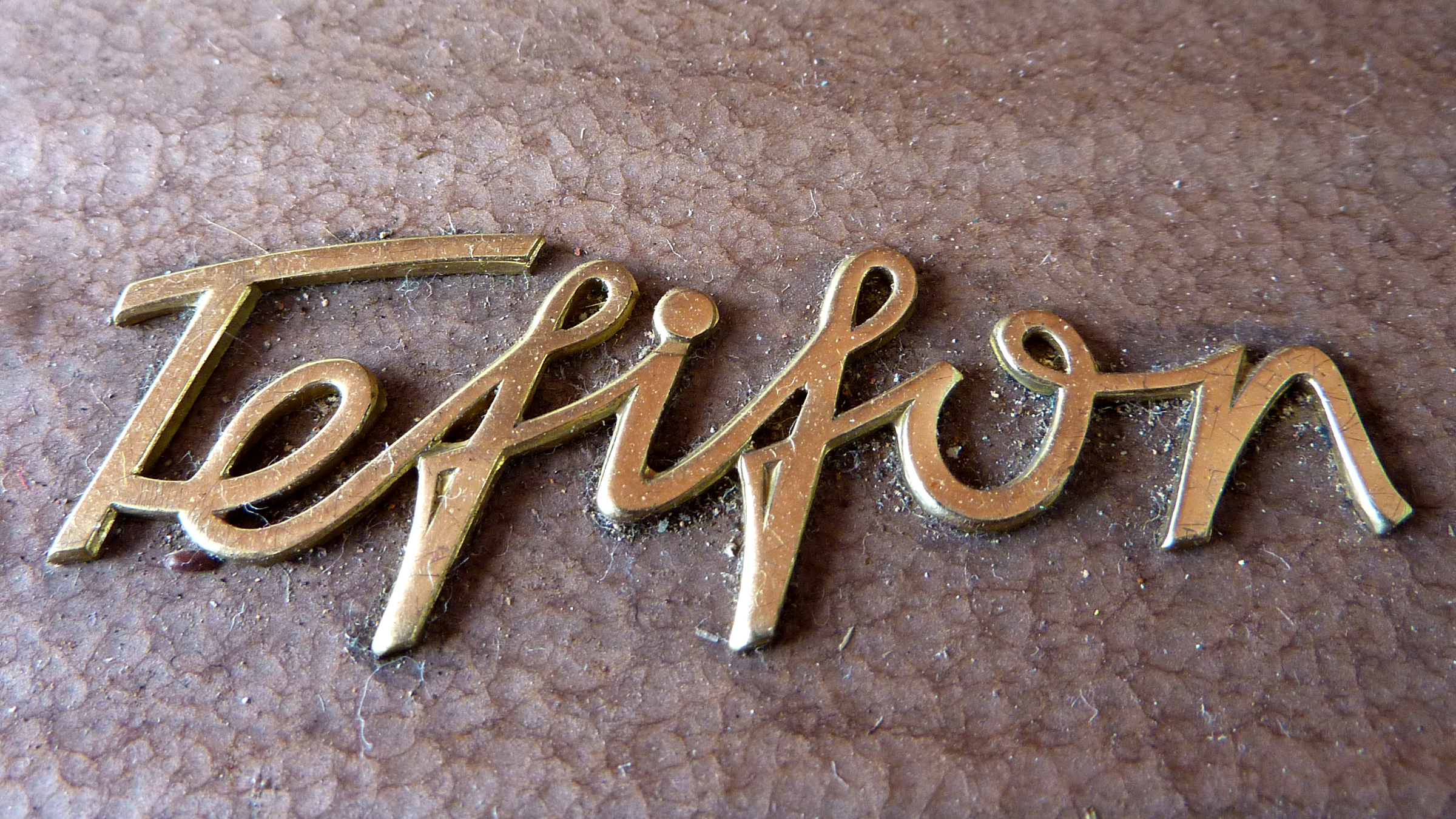
Tefifon-Schriftzug auf einem Gerät

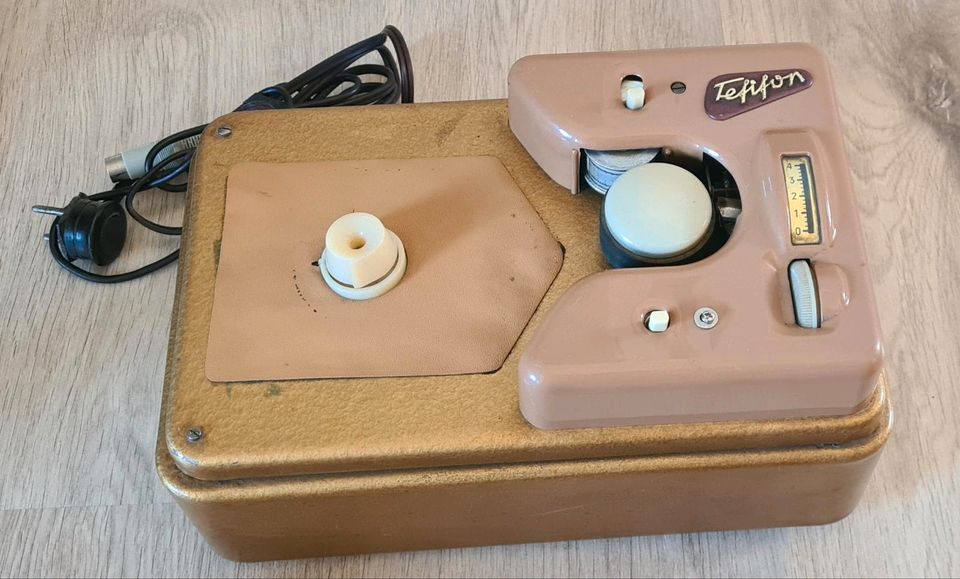
Abspielgerät Tefifon KC-1 / Ra (1956–1959)

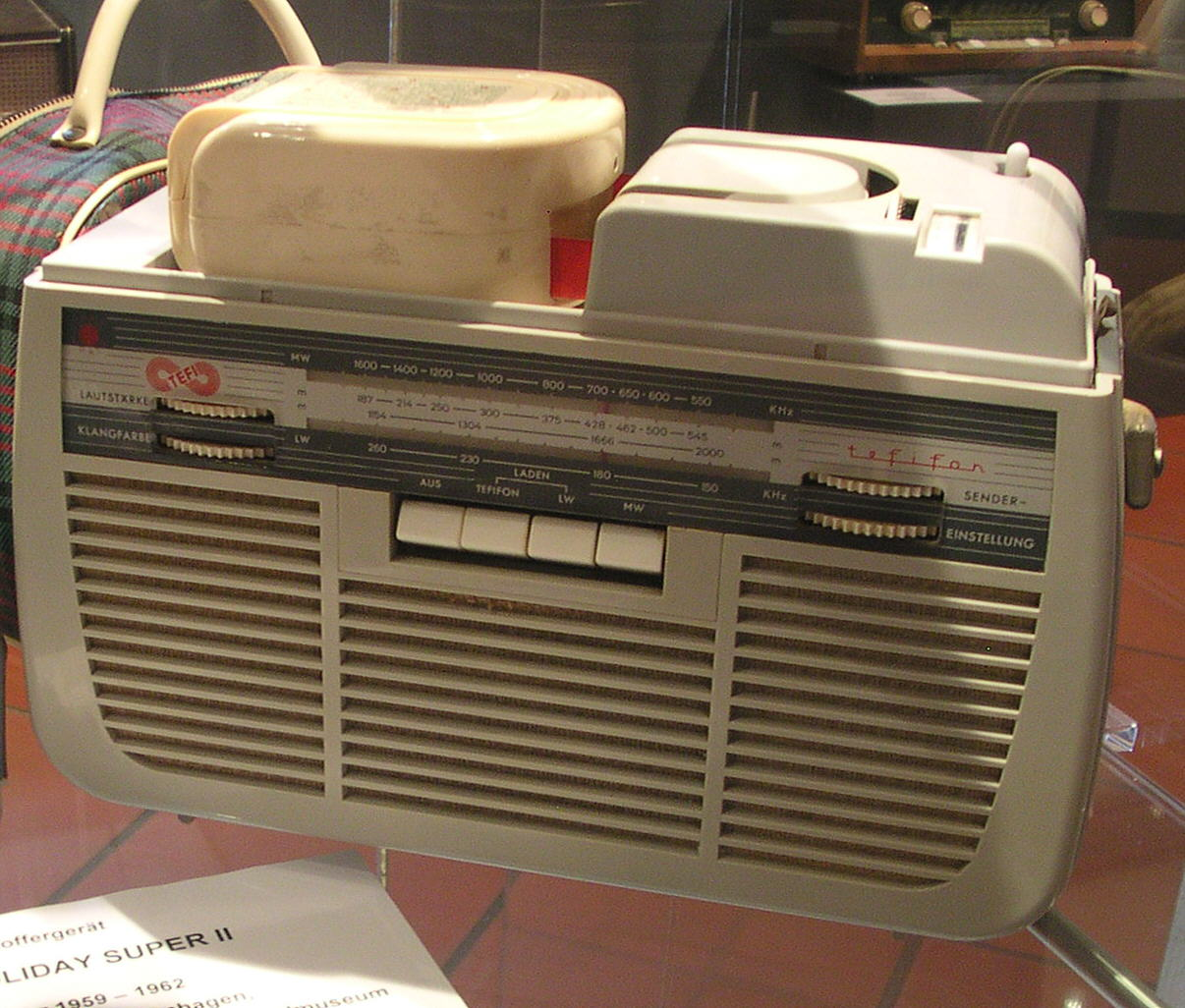
Tefifon-Kofferradio mit Schallband-Kassette

Das Tefifon wurde zwischen 1950 und 1965 als Wiedergabegerät für Schallband-Kassetten produziert. Hersteller war das Unternehmen Tefi-Apparatebau GmbH & Co. KG in Porz am Rhein (seit 1975 Köln-Porz). Tefifon-Geräte wurden exklusiv in einem eigenen Händlernetz vertrieben, das auch den Kundendienst übernahm. In der Tefifonkassette befindet sich ein flexibles und endloses Schallband aus Kunststoff, welches auf der Vorderseite eine Schallrille enthält. Die Tonabnahme ist vergleichbar mit einer Vinyl-Schallplatte, wobei der Tonabnehmer die Schallrille von oben nach unten auf dem Schallband durchläuft.
Auf den Schallbändern waren überwiegend Zusammenstellungen von Schlagern, Tanzmusik sowie Marschmusik, Klassik, Opern und Operetten zu finden. Die Abspielgeräte wurden meist zusätzlich in einen üblichen Rundfunkempfänger eingebaut und auch als „Heimsender“ bezeichnet bzw. beworben.

## Geschichte

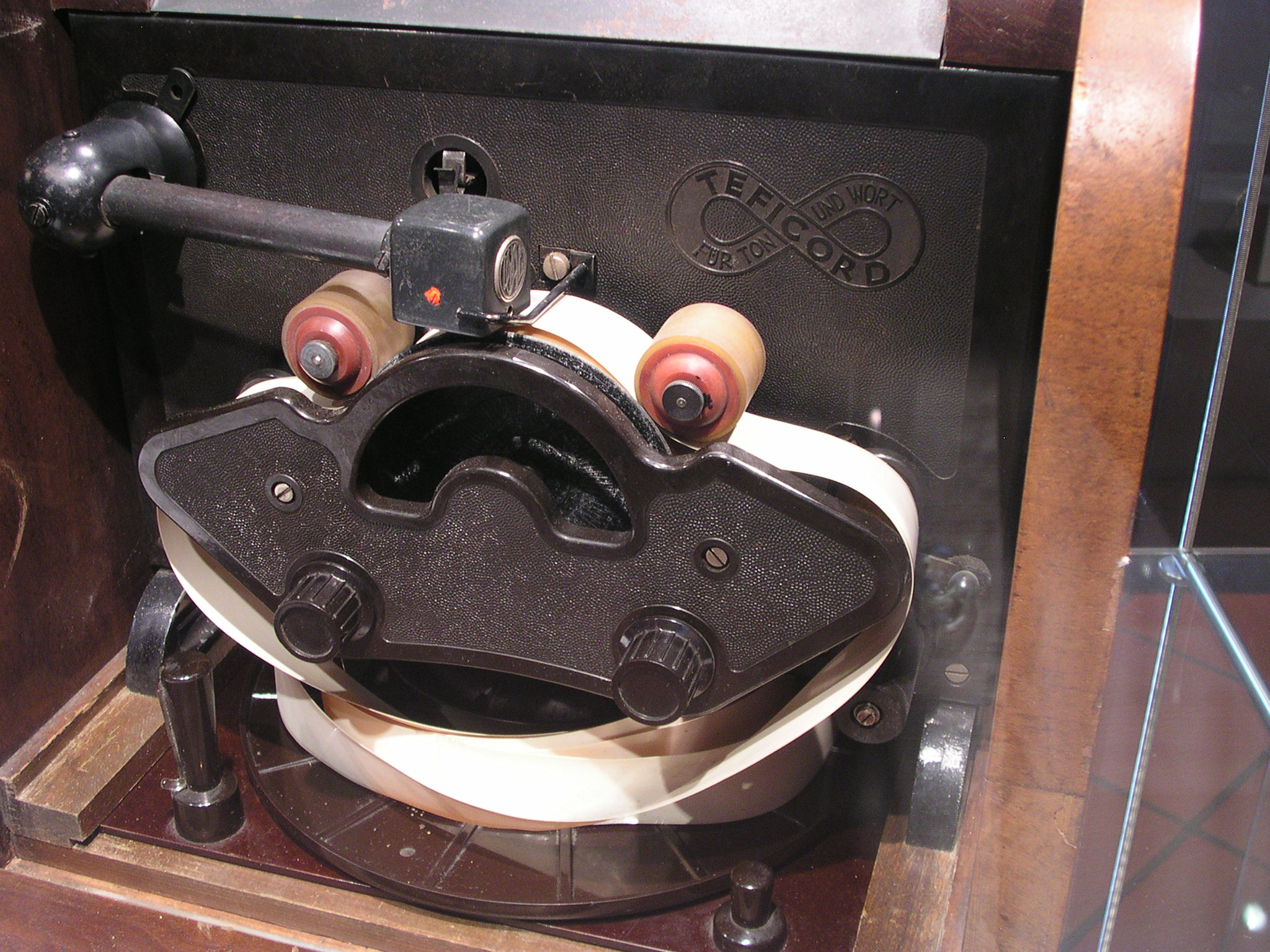
Teficord – seltenes Vorgängergerät des Tefifons aus den 1930er Jahren für lose Schallbänder

Erfunden wurde das Tefifon von dem deutschen Unternehmer Karl Daniel. Bereits in den 1930er Jahren wurden Schallband-Geräte für spezielle, vorwiegend militärische Zwecke produziert, wobei zu dieser Zeit die Sprachaufzeichnung im Vordergrund stand. Es gab ein Gerät für Aufnahme und Wiedergabe unter dem Namen Tefiphon (sic!) und ein reines Wiedergabe-Gerät unter dem Namen Teficord. Beide verwendeten lose Schallbänder.
Im Krieg wurde erstmals auch ein Gerät für Kassetten entwickelt. Sie nutzten jedoch dünnen Draht mit magnetischer Tonaufzeichnung und besaßen ein voluminöses Metallgehäuse.
Die ersten Tefifon-Abspielgeräte und Schallband-Kassetten für den Heimgebrauch wurden im August 1950 auf der Funkausstellung Düsseldorf präsentiert. Damals betrug die Spieldauer der handelsüblichen Schellackplatte mit 78 1/min und 30 cm Durchmesser viereinhalb Minuten. Das Tefifonband lief rund 25 Minuten und war somit den handelsüblichen Tonträgern in seiner Spieldauer deutlich überlegen. Ab 1953 wurde die Bandgeschwindigkeit reduziert und man hatte nun je nach Kassettentyp maximal vier Stunden Spielzeit. Das reichte zum Beispiel für die Wiedergabe einer kompletten Oper am Stück. Die Handhabung der Kassetten bzw. die Bedienung der Geräte war sehr einfach.
Über die folgenden Jahre zeigte sich jedoch, dass die Tefifonkassetten sich nicht gegen Schallplatte und Magnettonband behaupten konnten. Für die Fertigung einer Tefifonkassette musste ein größeres Repertoire von Musikstücken zusammenkommen, man konnte nicht wie bei einer Single-Schallplatte zeitnah auf einzelne, aktuelle Titel reagieren, was insbesondere bei der schnelllebigen populären Musik nachteilig war. Die Fertigung eines Tefifonbandes war technisch aufwändiger als das Pressen von Schallplatten. Das waren Gründe dafür, warum die Schallplattenunternehmen kein Interesse hatten, zusätzlich Tefifon-Schallbänder anzubieten. Ein weiteres Argument, warum sich das Tefifon nicht durchsetzte: Viele bekannte Künstler waren bei Schallplattenunternehmen exklusiv verpflichtet. Somit nahmen bei Tefifon nur weniger bekannte Interpreten auf, es gab daher bis auf wenige Ausnahmen keine Originalaufnahmen von populären Musiktiteln auf den Kassetten, nur sogenannte Coverversionen.
Eine Alternative zu den Tefifonbändern waren ab den 1950er Jahren Plattenwechsler, mit denen man bis zu zwei Stunden Musik fast ohne Unterbrechung hören konnte (einseitiges Abspielen von zehn Langspielplatten mit 30 cm Durchmesser).
Das Tefifon wurde in den 1950er Jahren als eigenständiges Tischgerät, als Phonokoffer mit Verstärker, Lautsprecher und Mittelwellen-Radioteil angeboten, aber auch eingebaut als Chassis in ebenfalls im Tefi-Werk hergestellte Radiogeräte und Musiktruhen. 1955 kam das Tefi-Autofon zum Einsatz in Reisebussen auf den Markt, das über einen Wechselrichter (Zerhacker) betrieben wurde; für Pkw war das Gerät zu groß. Als letzte Entwicklung gab es ab 1959 kleinere, tragbare Koffergeräte mit Akkubetrieb und zusätzlich eingebautem Radio. Die Tonqualität war den noch gebräuchlichen Schellackplatten überlegen, erreichte jedoch nicht ganz die Qualität der zur selben Zeit bereits angebotenen Vinylschallplatten. Außerdem war die mechanische Beanspruchung bzw. der Verschleiß der Bänder beim Abspielen relativ hoch, da für das weiche PVC-Kunststoffschallband ein Kristalltonabnehmer mit recht großer Auflagekraft verwendet wurde. Nachteilig war auch, dass man einzelne Musikstücke nicht gezielt anwählen konnte. Es war nur eine spurweise arbeitende, ungenaue Suchfunktion in der Bandlaufrichtung vorhanden, die den Tonabnehmer auf- und abwärts bewegte. Ein Vor- und Zurückspulen der Endlosbänder war nicht möglich, auch die Bandposition konnte nicht ermittelt werden. Tefifon-Geräte wurden aufgrund der langen Spieldauer pro Kassette öfter in Gaststätten, Kneipen und Bars für Hintergrundmusik eingesetzt.
Der spätere Versuch, auch einzelne Musiktitel auf nur einer einzigen Schallbandschleife anzubieten, die einen zusätzlichen Kurzbandadapter erforderte, erwies sich schnell als Flop. Als letzte Innovation wurden ab 1961 auch Stereo-Geräte und -Schallbänder angeboten, doch die Produktion brach ein. Qualitativ konnten diese Bänder mit der Vinylschallplatte nicht mehr mithalten, welche inzwischen HiFi-Qualität erreichte. Auch der geänderte Vertrieb der Tefifon-Geräte über das Versandhaus Neckermann hielt die Abwärtsspirale nicht mehr auf. 1965 stellte man die Fertigung im Stammwerk Porz am Rhein endgültig ein und das Unternehmen wurde liquidiert. Neckermann übernahm die Namensrechte und den Kundenservice und verkaufte die vorhandenen Restbestände.

## Schallband
Die Bandgeschwindigkeit der ersten Tefifonbänder betrug 45,6 cm/s bei einer Dichte von 4 Rillen pro Millimeter. Schon seit der Markteinführung waren die Schallbänder in einer Kassette untergebracht. Das Tefifongerät wickelte das endlose Schallband in der Kassette auf einem ständig drehenden Teller auf und der innerste Teil des Wickels wurde herausgehoben, um über Umlenkrollen zum Tonabnehmer zu laufen. Nachdem der Tonabnehmer durchlaufen war, wickelte sich das Schallband in der Kassette wieder von außen auf dem drehenden Teller auf.
Die Schallrille verlief auf der Vorderseite des Schallbandes und von oben nach unten. Verwendet wurde Seitenschrift (Horizontalschnitt).
Ab ca. 1953 wurde die Bandgeschwindigkeit auf 19 cm/s reduziert und ab 1954 nur noch die neue Geschwindigkeit verwendet. Bei den ab 1961 hergestellten Stereo-Schallbändern wurde Seiten- und Tiefenschrift verwendet. Das im Bild gezeigte rote Schallband besaß sechs Rillen je Millimeter bei 16 mm Bandbreite, was bis zu vier Stunden Spieldauer in der Normalkassette (45 × 135 × 157 mm) und eine Stunde Spieldauer in der Kleinkassette (45 × 96 × 112 mm) ermöglichte. Anfang und Ende des Schallbandes mussten zusammengeklebt werden. Das Problem war, dass an der Klebestelle die Schallrillen verloren gingen. Diese wurden mit einem sehr kleinen Prägestempel nachbearbeitet – ein Vorgang, der höchste Präzision erforderte.
Schallbänder wurden nur einseitig bespielt, obwohl es schon früh Überlegungen gab, sie als Möbius-Band auszuführen und herzustellen, um so ihre gesamte Oberfläche im Endlosbetrieb auszunutzen. Allerdings verhinderten zahlreiche praktische Probleme, die sich an der Verbindungsstelle ergeben hätten, die Umsetzung.

Tefifon-Kassette mit Schallband (rot)
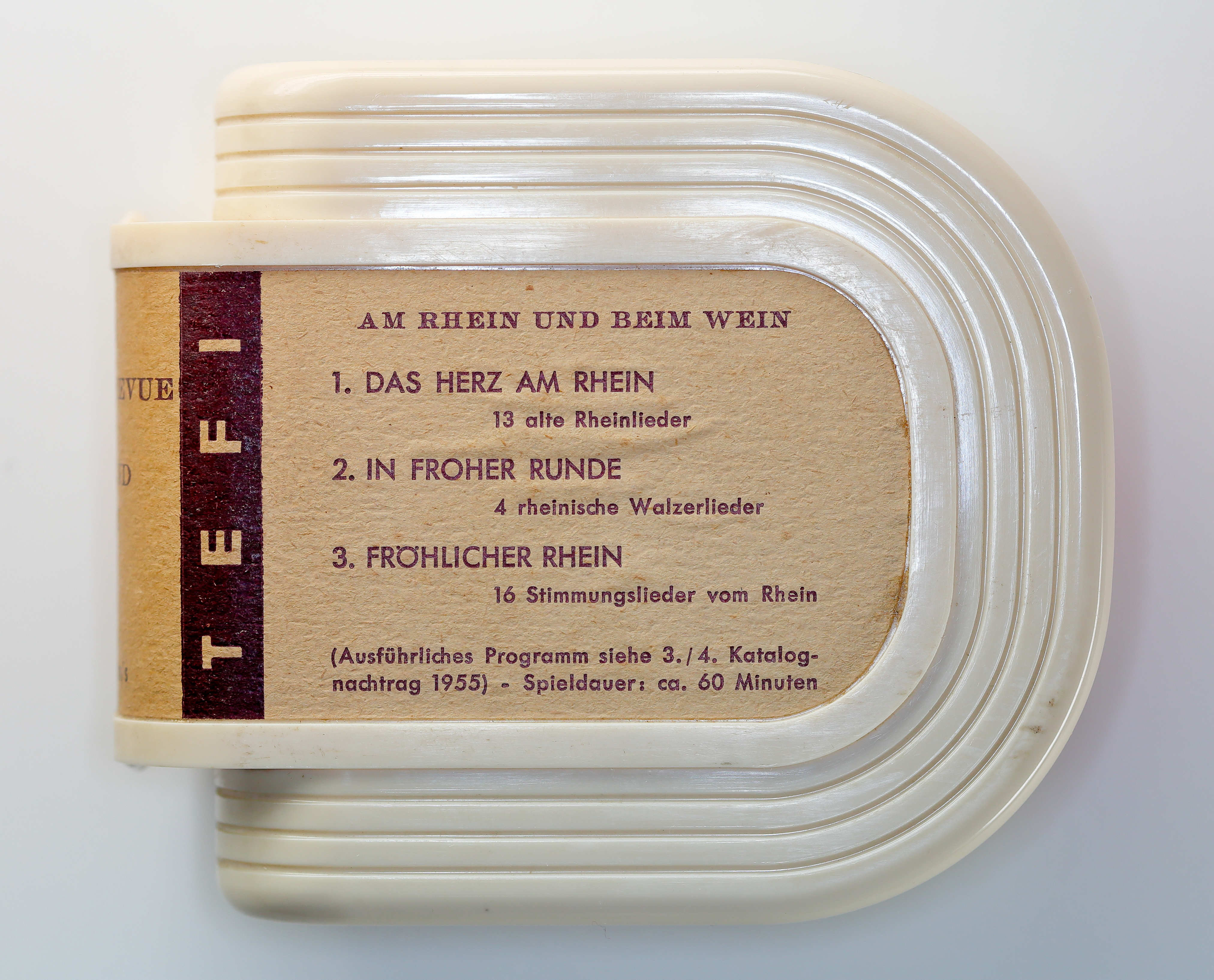
Kleinkassette von oben
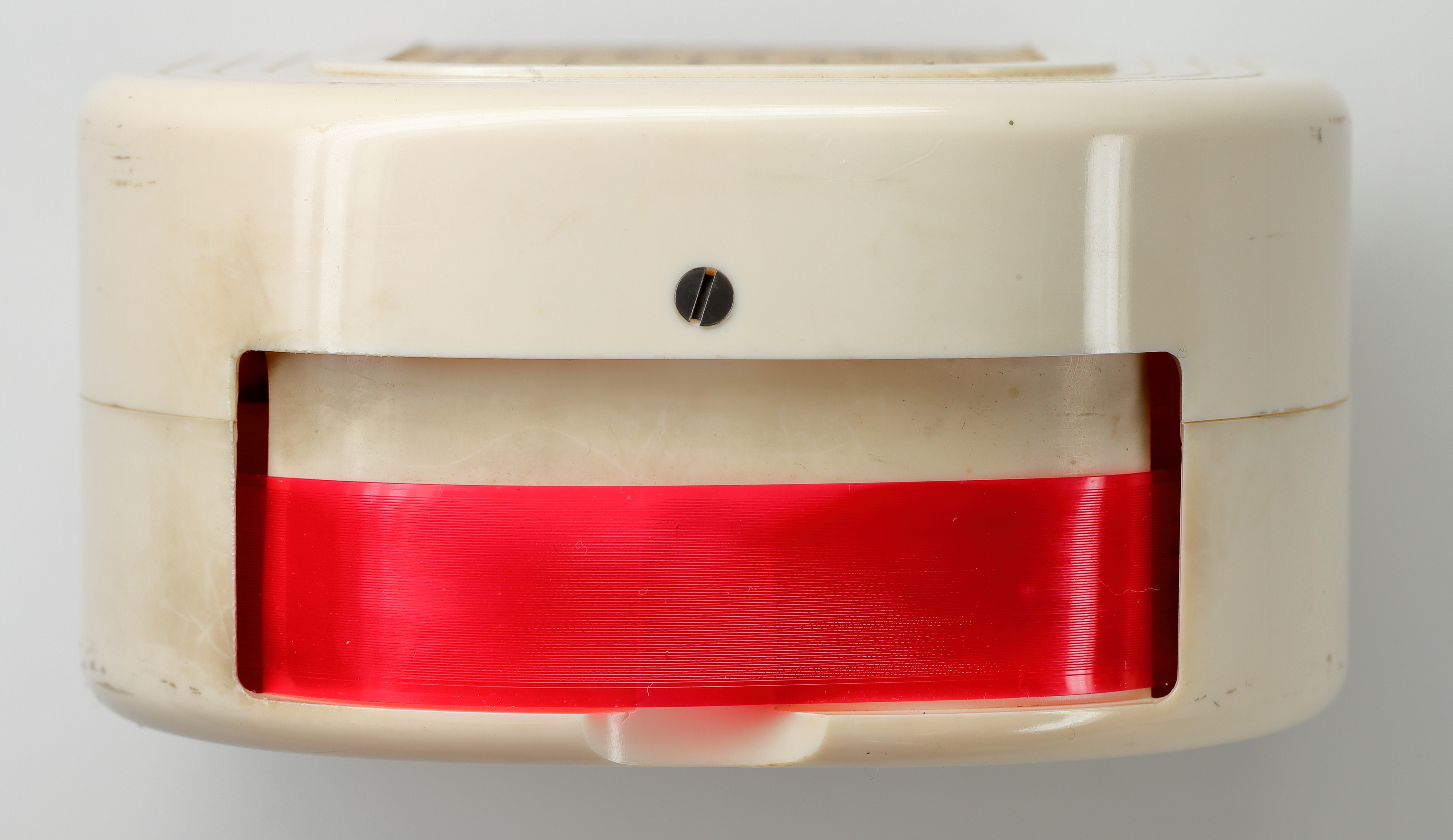
Blick auf den Bandschlitz, das Schallband ist 16 mm breit.
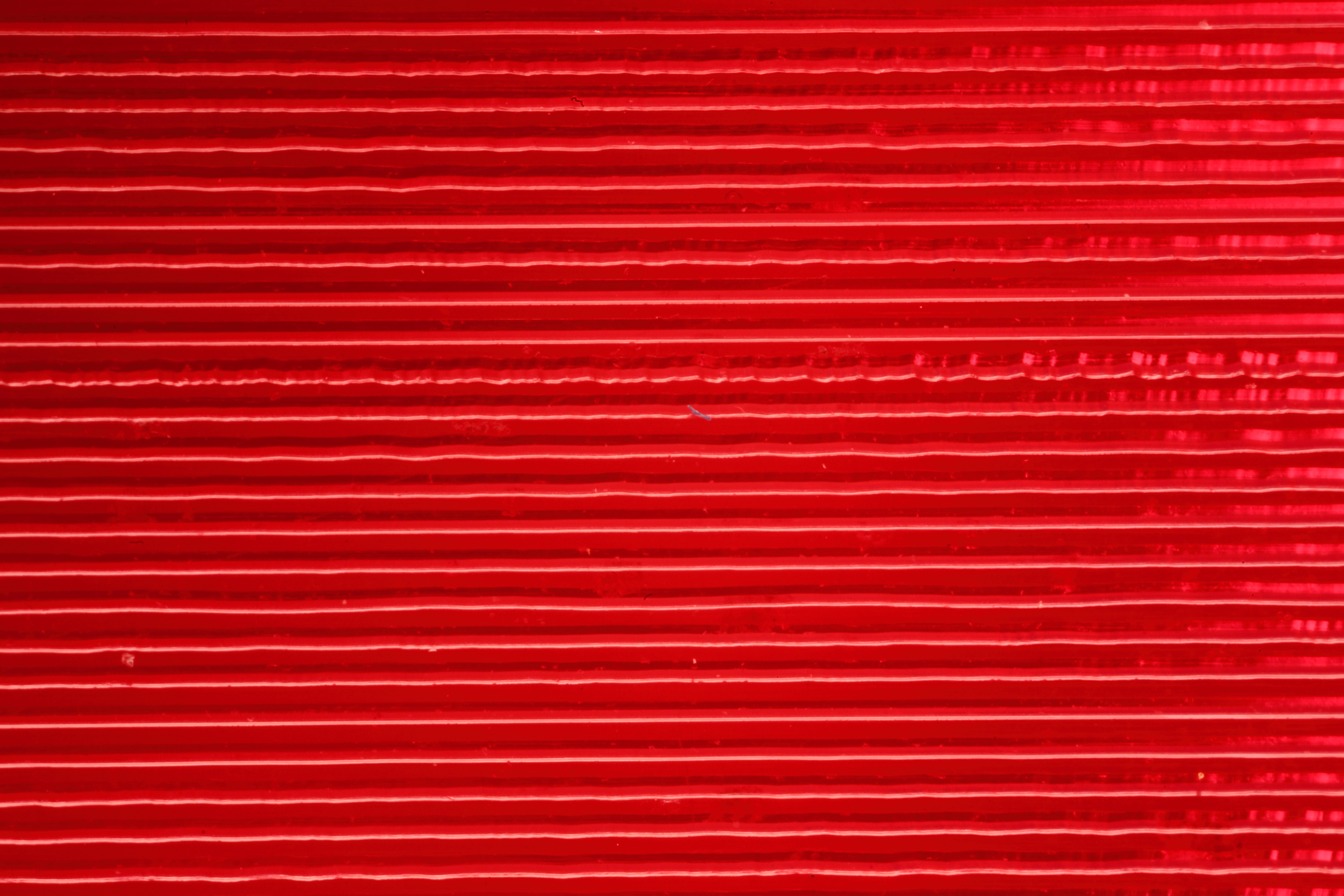
Vergrößerter Ausschnitt (5×) mit den Rillen.
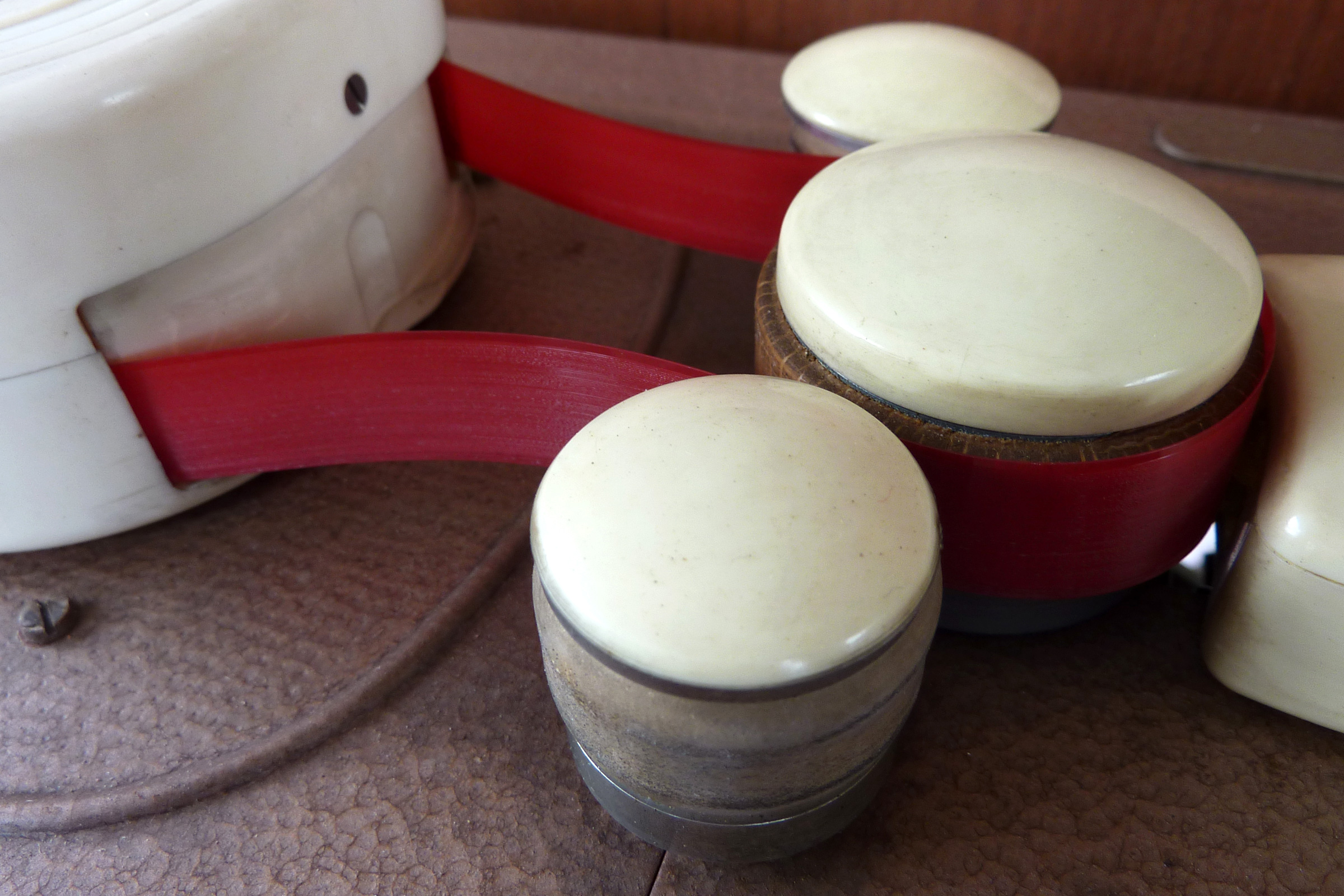
Bandführung bei der Wiedergabe